# Stenhelia sheni
Stenhelia sheni is een eenoogkreeftjessoort uit de familie van de Miraciidae. De wetenschappelijke naam van de soort is voor het eerst geldig gepubliceerd in 2002 door Mu & Huys.